# 1858
Évszázadok: 18. század – 19. század – 20. század
Évtizedek: 1800-as évek – 1810-es évek – 1820-as évek – 1830-as évek – 1840-es évek – 1850-es évek – 1860-as évek – 1870-es évek – 1880-as évek – 1890-es évek – 1900-as évek
Évek: 1853 – 1854 – 1855 – 1856 –  1857 – 1858 – 1859 – 1860 – 1861 – 1862 – 1863

## Események
- január 14. Három olasz összeesküvő sikertelen merényletet hajt végre III. Napóleon francia császár ellen.[1]
- május 8. – A búr Utrechti Köztársaság egyesülése a Lydenburgi Köztársasággal.
- augusztus 2. – Egyéves háború után Anglia leveri a szikh lázadókat, feloszlatják a Keleti-indiai Társaságot és India koronagyarmat lesz.
- augusztus 19. – Az európai hatalmak elhatározzák Moldva és Havasalföld egyesítését.[2]
- november 8. – Kijelölik Montenegró határait.
- Megnyitja kapuit a mai Berzsenyi Dániel Gimnázium (Budapest) elődje, Pest első világi középiskolája.

## Az év témái

### 1858 az irodalomban
- Jókai Mór megalapítja Az Üstökös című élclapot.

### 1858 a tudományban
- augusztus 12. – Kétévi munkával elkészül Anglia és az Egyesült Államok közötti távírókábel, egy hónapos működés után tönkremegy, mert az egyik kezelő túlfeszültség alá helyezi és átüt a szigetelés.
- Charles Wheatstone szabadalmaztatja automatikus távírórendszerét, az üzeneteket perforált szalagról adják és veszik nagy sebességgel. Ez a lyukszalagos rendszerek előfutára.

## Születések
- január 7. – Eliézer Ben-Jehuda(wd) héber nyelvújító, lexikográfus, cionista újságíró († 1922)
- január 10. – Törley József, pezsgőgyáros, magyar iparmágnás († 1907)
- február 2. – Komjáthy Jenő, költő († 1895)
- február 18. – Lujza Mária belga királyi hercegnő, II. Lipót belga király lánya († 1924)
- február 21. – Oldfield Thomas, angol zoológus († 1929)
- március 18. – Rudolf Diesel, német mérnök († 1913)
- március 19. – Tagányi Károly, levéltáros, történész, etnográfus († 1924)
- március 23. – Ludwig Quidde német történész, közíró és pacifista politikus († 1941)
- március 30. – Fehér Gyula magyar római katolikus pap, pápai prelátus, esztergomi nagyprépost, felsőházi tag († 1943)
- április 16. – Zala György szobrász († 1937)
- április 23. – Max Planck Nobel-díjas német fizikus, a kvantummechanika megalapítója († 1947)
- május 1. – Rudnyánszky Gyula, magyar költő és hírlapíró († 1913)
- június 7. – Jendrassik Ernő orvos, neurológus, fiziológus, az MTA tagja († 1921)
- június 14. – Dankó Pista, nótaszerző († 1903)
- július 9. – Franz Boas, német származású amerikai antropológus († 1942)
- július 14. – Szontagh Aranka, a Csetneki csipke egyik létrehozója († 1950)
- július 16. – Eugène Ysaÿe zeneszerző († 1931)
- július 24. – Ábel Jenő klasszika-filológus, egyetemi tanár, az MTA levelező tagja († 1889)
- július 30. – Széchényi Manó miniszter, diplomata († 1926)
- augusztus 21. – Rudolf trónörökös, Ferenc József és Sissi egyetlen fiúgyermeke († 1889)
- augusztus 24. – Wacław Sieroszewski, legendás életű lengyel etnográfus, író, katona és politikus († 1945)
- augusztus 27. – Giuseppe Peano, olasz matematikus († 1932)
- szeptember 2. – Fadrusz János, szobrászművész († 1903)
- szeptember 15. – Hubay Jenő, zeneszerző, hegedűművész († 1937)
- október 10. – Prohászka Ottokár, püspök, író, akadémikus († 1927)
- október 27. – Theodore Roosevelt, az Amerikai Egyesült Államok 26. elnöke († 1919)
- november 20. – Selma Lagerlöf, Irodalmi Nobel-díjas svéd írónő († 1940)
- november 24. – Marie Bashkirtseff orosz származású francia festőnő, szobrász és írónő († 1884)
- december 2. – Ebeczky Béla hivatalnok, Abellino álnéven költő, író (?)
- december 22. – Giacomo Puccini, olasz zeneszerző († 1924)

## Halálozások

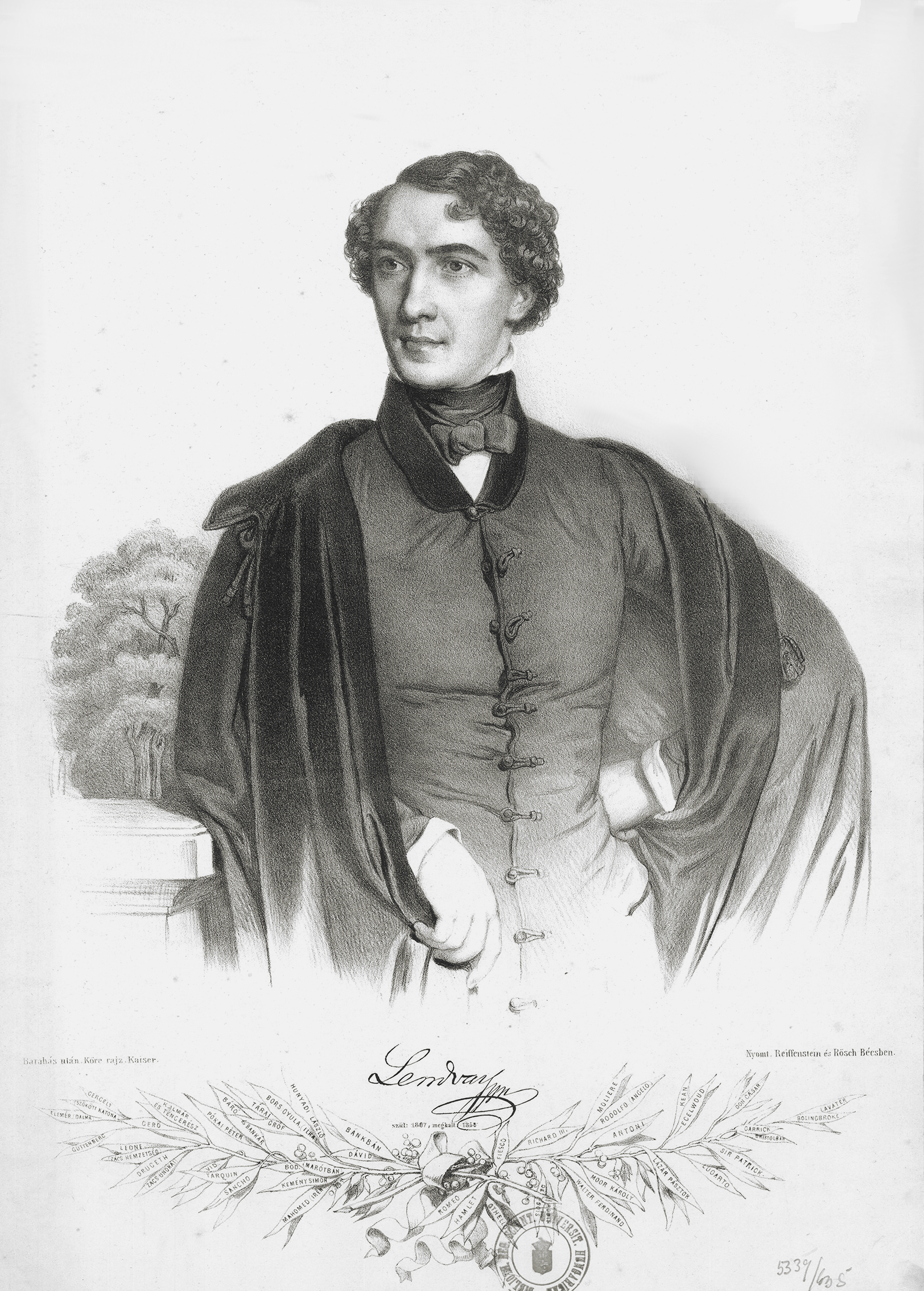
id. Lendvay Márton

- január 29. – Idősebb Lendvay Márton énekes-színész, rendező (* 1807)
- március 3. – Bajza József költő, lapszerkesztő (* 1804)
- március 12. – Schöpf-Merei Ágost orvos (* 1804)
- április 28. – Johannes Peter Müller(wd) német fiziológus, zoológus (* 1801)
- június 1. – Balassa Pál evangélikus lelkész (* 1812)
- július 2. – idősebb Bene Ferenc orvos (* 1775)
- augusztus 23. – Reguly Antal nyelvész (* 1819)
- november 8. – George Peacock angol matematikus (* 1791)
- november 16. – Mészáros Lázár honvéd altábornagy, az 1848–49-es szabadságharc hadügyminisztere (* 1796)